# أحادية (فلسفة)

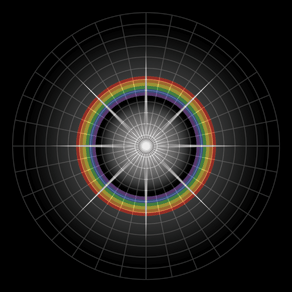

الأحادية هي نظرية فلسفية تقول أن الأشياء المتنوعة الموجودة في الكون تتكون من مادة واحدة وبهذا تكون خاصية الكون الأساسية هي الوحدة. تتعارض هذه النظرية مع الثنائية التي تقول بوجود واقعين (مادي وفكري) أو التعددية التي تقول بوجود أكثر من مادتين. الأحادية من وجهة نظر لاهوتية عبر القول بوجود اله واحد مع تقاليد دينية متنوعة.

## الأحادية الفلسفية
الأحادية الفلسفية عبارة عن ثلاث أنواع:
- المثالية: الأحادية الفكرية التي تقول بوجود الواقع العقلي.
- الأحادية الحيادية: التي تقول بواقع واحد فكري ومادي هو الطاقة.
- المادية: التي تقول بوجود واقع مادي واحد.

## الفلاسفة في الغرب
عرف فلاسفة ما قبل سقراط الأحادية على النحو التالي:
- طاليس: الماء
- أناكسيماندر: المطلق اللامحدود
- أناكسيمينيس: الهواء
- هيراكليتوس: النار
- بارميندس: النفس

أما فلاسفة ما بعد سقراط:
- الرواقيون وسبينوزا لاحقا: الله
- الأفلاطونية: الجوهر
- الأفلاطونية الجديدة: اله مبهم لا يوصف

## الأحادية، الواحدية، والحلولية
أغلب الواحديون (وحدة الوجود) هم أيضا أحاديون، يؤمنون بوجود كائن واحد، وكل أشكال الواقع هي أشكال له ومنه ألا وهو الله، إلا أن الواحديون الثنائيون فيرفضون الأحادية. أشهر الواحديون هم الرواقيون، غيوردانو برونو، وسبينوزا. كذلك يمكن للربوبيون (الربوبية)، الربوبيون الكليون، التوحيديون أو الحلوليون (وحدة الموجود)؛ مؤمنين باله فوقي كلي القدرة والوجود، ومتأصل. كما أن هناك أحاديون واحديون وحلوليون في الزرداشتية، الهندوسية، اليهودية (في القبالة والفلسفة الحاسيدية) والإسلام (بين الصوفيين خصوصا البكداشية).
الواحدية تعني أن الله هو كل الوجود، الحلولية تعني أن الوجود جزء من الله الفوقي والأبدي. وهذا كما يعتقد البعض لا ينسجم مع مفهوم الإله الشخصي حيث يمنع وجود جسر بين الله والخلق.

## اقرأ أيضاً
- أحادية شاذة